# Viola tonkinensis
Viola tonkinensis är en violväxtart som beskrevs av François Gagnepain. Viola tonkinensis ingår i släktet violer, och familjen violväxter. Inga underarter finns listade i Catalogue of Life.